# Политическая цензура
Политическая цензура — одна из форм контроля со стороны государства и других государственных органов открытых видов информации (печать, радио, телевидение, кино, произведения изобразительного искусства, экспозиции музеев и т. д.), а иногда и частной переписки.
Политическая цензура существует, когда правительство пытается скрыть, исказить или фальсифицировать информацию, которую получают его граждане, путем подавления или вытеснения политических новостей, которые общественность может получать через новостные агентства. В отсутствие нейтральной и объективной информации люди не смогут выражать несогласие с правительством или руководящей политической партией. Этот термин также распространяется на систематическое подавление взглядов, противоречащих взглядам находящегося у власти правительства. Правительство часто использует силу армии и тайной полиции, чтобы заставить журналистов подчиняться воле властей распространять историю, которой правящие власти хотят, чтобы люди верили. Иногда это связано со взяточничеством, клеветой, тюремным заключением и даже убийством.

## Происхождение
Слово «цензура» происходит от латинского слова «цензор» — работы двух римлян, в обязанности которых входило наблюдение за общественным поведением и моралью, следовательно, «цензура» поведения людей.
Первое проявление цензуры было замечено еще при императоре Тиберие в 15 г. н. э., когда он запретил Acta senatus, так как там содержалась информация с критикой в его адрес. С последующим развитием рукописной, а позже печатной продукции, с распространением грамотности усилилось стремление церкви и властей контролировать распространение информации. Появилась цензура (от лат. censura). По способу осуществления контроля цензура распадалась на предварительную (до выхода печатного издания) и последующую. Также цензура делилась на церковную и светскую. 

## Цензура в современной истории
Международная неправительственная организация Комитет защиты журналистов провела исследование по 10-ти критериям:
- Отсутствие и/или ограничение частных или независимых СМИ
- Законы об уголовно преследуемой диффамации, уголовные ограничения за распространение ложных новостей
- Блокировка сайтов
- Глушение зарубежных вещаний
- Блокировка иностранных корреспондентов
- Слежка за журналистами со стороны властей
- Ограничения на передвижение журналистов
- Требования получения лицензии для ведения журналистики
- Ограничения на электронную запись и распространение
- Целевые хакерские или троллинговые кампании

и определила десять стран с самой жесткой цензурой:
1. Эритрея
2. Северная Корея
3. Туркменистан
4. Саудовская Аравия
5. Китай
6. Вьетнам
7. Иран
8. Экваториальная Гвинея
9. Беларусь
10. Куба[1]